# 邦雷蒂鲁
邦雷蒂鲁是巴西圣卡塔琳娜州的一个市镇。总面积1055.501平方公里，总人口7985人，人口密度7.6人/平方公里。